# Joachim Rønneberg
Joachim Holmboe Rønneberg (1919-2018) fue un militar y periodista locutor de radio noruego.
Durante la Segunda Guerra Mundial formó parte de la  resistencia noruega, en concreto fue miembro de la Kompani Linge, un grupo de noruegos entrenados por el gobierno británico para llevar a cabo acciones de sabotaje  contra el enemigo e instruir a las fuerzas locales,  cuya acción más relevante, que él comandó, fue la denominada Operación Gunnerside, una de las cuatro acciones llevadas a cabo en la llamada batalla del agua pesada, que logró frustrar las aspiraciones alemanas en el desarrollo nuclear.
La Operación Gunnerside consistió en la voladura de las instalaciones de fabricación de agua pesada, propiedad de la empresa Norsk Hydro ASA, que estaban ubicadas en la Central eléctrica de Vemork, central hidroeléctrica en Rjukan,  municipio de Tinn en la provincia de Telemark, Noruega. Se trataba de la mayor instalación industrial europea destinada a fabricar el óxido de deuterio y estaba controlado por el gobierno nacionalsocialista alemán. Esta planta era un elemento fundamental para el desarrollo del programa de producción de armas atómicas que los aliados suponían que estaba realizando la Alemania nazi. Tras un fallido intento de destrucción en 1942, el gobierno británico encargó una acción en 1943 a la resistencia noruega, que realizó la voladura sin disparar un solo tiro.

## Biografía
Joachim Rønneberg nació el 30 de agosto de 1919 en la localidad de Borgund (actualmente en Ålesund), provincia de Møre og Romsdal en Noruega. Fue el segundo hijo del matrimonio formado por Alf Rønneberg y Anna Krag Sandberg y hermano de Erling Rønneberg, también miembro destacado de la resistencia noruega.  Por parte materna era sobrino de Ole Rømer Aagaard Sandberg mientras que por la paterna era bisnieto de Carl Rønneberg y sobrino de Anton Johan Rønneberg cuya madre era parte de la  Familia Holmboe de donde procede el segundo nombre de "Joachim".
Con 30 años de edad, el 19 de septiembre de 1949, se casó con Liv Foldal, una profesora de artesanía nacida en 1925.

### Carrera militar
Joachim Rønneberg ingresó en el ejército noruego en 1938. Dos años después  pasa al departamento de topografía. El 9 de  abril de 1940, en el marco de la Segunda Guerra Mundial,  el gobierno alemán ocupa Noruega y establece el Reichskommissariat Norwegen. Joachim Rønneberg  contaba entonces con 21 años de edad. A comienzos de 1941 decide huir del país con ocho amigos más saliendo en barco de Noruega hasta Escocia y estableciéndose en el Reino Unido donde se integra en la Kompani Linge, una unidad formada por la Special Operations Executive (SOE) británica para llevar a cabo acciones militares en Noruega. Recibe un amplio programa de entrenamiento militar enfocado en sabotaje y formación de nuevos miembros.
En otoño de 1942 el comando donde estaba integrado Rønneberg comienza a preparar la operación destinada a la destrucción de la planta de agua pesada de Vemork. Recibe el encargo de dirigir el grupo que se denomina Gunnerside y daría nombre a la operación. A finales de febrero de 1943 se produce la acción que deja la planta fuera de servicio durante varios meses, produciendo un parón en el programa nuclear nazi y un importante efecto simbólico. Tras el sabotaje el comando regresó, vía Suecia, al Reino Unido. Mantuvo su participación en la guerra hasta su final.
En octubre de 1943 comenzó a preparar, como Jefe de Operaciones de Fieldfare, la acción de sabotaje contra Raumabanen. El objetivo era la destrucción de la línea férrea a Åndalsnes  a través de Romsdal.  Rønneberg, junto a Birger Strømsheim y Olav Aarsæther, atacarían Raumabanen. Tras permanecer una larga temporada en clandestinidad por las montañas volaron el puente Stuguflåten a principios de enero de 1945 cortando la circulación ferroviaria por tres semanas.

### Tras la guerra
Tras finalizar la guerra, en 1948, Rønneberg comienza a trabajar como periodista de radio en la emisora de la localidad de Ålesund en el condado de  Møre og Romsdal perteneciente a   Norwegian Broadcasting Corporation (NRK)  (Corporación de radiodifusión estatal noruega). En 1957 asciende a secretario de programa y desde 1957 hasta su jubilación en 1988, fue jefe de redacción de la emisora.
En la década de 1970 empezó a hablar sobre los peligros de la guerra dando numerosas conferencias tanto en Noruega como en otros países sobre su experiencia en la Segunda Guerra Mundial dirigidas a la gente joven para su concienciación. En palabras del propio Rønneberg  

Los que están creciendo hoy en día tienen que entender que tenemos que estar siempre listos para luchar por la paz y la libertad.

Mantuvo su residencia en su localidad natal donde murió el 21 de octubre de 2018 a la edad de 99 años.

## Condecoraciones y honores
Joachim Rønneberg obtuvo varias condecoraciones por las acciones realizadas en guerra.  Ostentaba las condecoraciones y distinciones siguientes:
- Cruz de Guerra con espadas (Krigskorset med sverd).
- La Orden de Real Noruega de san Olav (Den kongelige norske St. Olavs Orden)
- Decoración de guerra noruega (Deltagermedaljen).
- la Orden Británica de Servicio Distinguido.
- Legión de Honor de la República Francesa.
- Medalla de la libertad con la palma de Estados Unidos.

En agosto de 2014 recibió un homenaje en su localidad natal en el transcurso del cual se inauguró una estatua en su honor.

## El sabotaje
Durante la Segunda Guerra Mundial encabezó un equipo de cinco hombres que en un audaz asalto detonó una planta de agua pesada y privó a la Alemania nazi de un ingrediente crucial para la fabricación de armas nucleares. 
El grupo de operaciones saltó en paracaídas sobre un altiplano. Allí se le unieron otros miembros y, esquiando campo a través, descendieron un barranco y cruzaron un río helado hasta la línea de ferrocarril que llegaba a la planta hidroeléctrica. Una vez dentro de las instalaciones procedieron a la colocación de explosivos, a los cuales acortaron la mecha de encendido para que explotaran en cuestión de segundos en lugar de minutos como estaba  previsto en un primer momento,  para evitar que los soldados alemanes que custodiaban la planta pudieran abortar el sabotaje.
Tras la explosión emprendieron la huida a Suecia atravesando en esquíes 320 kilómetros perseguidos por soldados alemanes. La operación Gunnerside fue realizada sin un solo disparo.

### En el cine
La gesta de la Operación Gunnerside fue llevada al cine en el largometraje "Los héroes de Telemark", producida en Hollywood en  1965, dirigida por Anthony Mann e interpretada por Kirk Douglas.